# Leymus shanxiensis
Leymus shanxiensis är en gräsart som beskrevs av Guang Hua Zhu och Shou Liang Chen. Leymus shanxiensis ingår i släktet strandrågssläktet, och familjen gräs. Inga underarter finns listade i Catalogue of Life.